# Apex – Vadászok szigete
Az Apex – Vadászok szigete (eredeti cím: Apex, az Egyesült Királyságban Apex Predator címen mutatták be) 2021-ben bemutatott amerikai sci-fi akciófilm, amelyet Edward John Drake rendezett, írói pedig John Drake és Corey William Large. A főszerepben Neal McDonough és Bruce Willis látható.
A film 2021. november 12-én jelent meg.

## Cselekmény
A nem túl távoli jövőben, Thomas Malone volt rendőr életfogytiglani börtönbüntetését tölti egy olyan bűncselekményért, amelyet nem követett el. Esélyt kap a szabadulásra, ha megnyer egy titkos játékot egy magánszigeten, ahol öt gazdag "vadász" "prédájaként" küzd meg a szabadságért. A vadászok egymás ellen fordulnak az egoizmus és a sérelmeik miatt. Az utolsó életben maradt vadász, Samuel, az "Apex harcos" végül túljár az eszükön. Malone elnyeri a szabadságát, és így újra láthatja a családját.

## Szereplők
| Szerep            | Színész             | Magyar hang    |
| ----------------- | ------------------- | -------------- |
| Thomas Malone     | Bruce Willis        | Dörner György  |
| Samuel Rainsford  | Neal McDonough      | Schnell Ádám   |
| Carrion           | Corey William Large | Papp Dániel    |
| Lyle              | Lochlyn Munro       | Czvetkó Sándor |
| Ecka              | Trevor Gretzky      | Czető Roland   |
| Jeza              | Megan Peta Hill     | Károlyi Lili   |
| Bishop            | Nels Lennarson      | Schmied Zoltán |
| West Zaroff       | Alexia Fast         | Kardos Eszter  |
| Nicholls igazgató | Adam Huel Potter    | N/A            |
| Damien            | Joe Munroe          | N/A            |

## Gyártás
A filmet Victoria-ban, Brit Kolumbiában forgatták.
A forgatás 2020 novemberében fejeződött be.
A filmet egyes országokban Apex Predator címmel mutatták be.

## Fogadtatás
A Rotten Tomatoes weboldalon a film nyolc kritika alapján 0%-os értékelést kapott. A Red Letter Media erősen kritizálta Bruce Willis rossz alakítását és a szerepeivel való gondatlanságát. A feltételezések szerint ennek oka a forgatás idején megromlott egészségi állapota volt.

## Elismerések
| Év   | Díj             | Kategória                                                   | Jelölt       | Eredmény     | Forr. |
| ---- | --------------- | ----------------------------------------------------------- | ------------ | ------------ | ----- |
| 2022 | Arany Málna díj | Bruce Willis legrosszabb alakítása 2021-ben készült filmben | Bruce Willis | Visszavonták | [ 9 ] |

## Fordítás
- Ez a szócikk részben vagy egészben  az   Apex (film) című angol Wikipédia-szócikk fordításán alapul.  Az eredeti cikk szerkesztőit annak laptörténete sorolja fel. Ez a jelzés csupán a megfogalmazás eredetét és a szerzői jogokat jelzi, nem szolgál a cikkben szereplő információk forrásmegjelöléseként.